# Tera
A tera egy prefixum az SI-rendszerben, mely az egység 1012-szeresét, azaz 1 000 000 000 000-szorosát, tehát ezermilliárdszorosát (billió) jelenti.
Az elnevezés a térász (görögül: τέρας) szóból ered ami „[isteni] jelet, csodát, szörnyet” jelent.
1 000 - kilo

1 000 000 - mega

1 000 000 000 - giga

1 000 000 000 000 - tera

1 000 000 000 000 000 - peta

1 000 000 000 000 000 000 - exa

1 000 000 000 000 000 000 000 - zetta

1 000 000 000 000 000 000 000 000 - yotta
Az informatikában a bináris (kettes) számrendszer miatt ez így alakul:

210 = 1 024 - kibi

220 = 1 048 576 - mebi

230 = 1 073 741 824 - gibi

240 = 1 099 511 627 776 - tebi
| 10-es számrendszer | 10-es számrendszer | 10-es számrendszer |
| Érték              | SI                 | SI                 |
| ------------------ | ------------------ | ------------------ |
| 10001              | k                  | kilo               |
| 10002              | M                  | mega               |
| 10003              | G                  | giga               |
| 10004              | T                  | tera               |
| 10005              | P                  | peta               |
| 10006              | E                  | exa                |
| 10007              | Z                  | zetta              |
| 10008              | Y                  | yotta              |

| Kettes számrendszer | Kettes számrendszer | Kettes számrendszer | Kettes számrendszer | Kettes számrendszer |
| Érték               | FOLDOC              | FOLDOC              | IEC                 | IEC                 |
| ------------------- | ------------------- | ------------------- | ------------------- | ------------------- |
| 10241               | K                   | kilo                | Ki                  | kibi                |
| 10242               | M                   | mega                | Mi                  | mebi                |
| 10243               | G                   | giga                | Gi                  | gibi                |
| 10244               | T                   | tera                | Ti                  | tebi                |
| 10245               | P                   | peta                | Pi                  | pebi                |
| 10246               | E                   | exa                 | Ei                  | exbi                |
| 10247               | Z                   | zetta               | Zi                  | zebi                |
| 10248               | Y                   | yotta               | Yi                  | yobi                |

## Lásd még
- Billió
- SI
- SI-prefixum
- Bináris prefixum